# الدوري الإنجليزي لكرة القدم 1956–57
الدوري الإنجليزي لكرة القدم 1956–57 (بالإنجليزية: 1956–57 Football League)‏ هو موسم من دوري كرة القدم الإنجليزي. فاز فيه مانشستر يونايتد.